# Rafa Nadal Open 2023
Il Rafa Nadal Open 2023, noto anche come Rafa Nadal Open by Movistar, è stato un torneo maschile di tennis professionistico giocato sul cemento. È stata la 5ª edizione del torneo, facente parte della categoria Challenger 75 nell'ambito dell'ATP Challenger Tour 2023. Si è giocato al Rafa Nadal Academy di Manacor, in Spagna, dal 28 agosto al 3 settembre 2023.

## Partecipanti

### Teste di serie
| Nazionalità | Giocatore                  | Ranking* | Testa di serie |
| ----------- | -------------------------- | -------- | -------------- |
| Cile        | Marcelo Tomás Barrios Vera | 120      | 1              |
| Serbia      | Hamad Međedović            | 145      | 2              |
| Francia     | Antoine Escoffier          | 157      | 5              |
| Svezia      | Elias Ymer                 | 171      | 4              |
| Italia      | Mattia Bellucci            | 184      | 5              |
| Svizzera    | Alexander Ritschard        | 185      | 6              |
| Francia     | Harold Mayot               | 184      | 7              |
| Italia      | Federico Gaio              | 185      | 8              |

* Ranking al 21 agosto 2023.

### Altri partecipanti
I seguenti giocatori hanno ricevuto una wild card per il tabellone principale:
- Yaroslav Demin
- Martín Landaluce
- Coleman Wong

I seguenti giocatori sono entrati in tabellone come alternate:
- Frederico Ferreira Silva
- Nick Hardt
- Kalin Ivanovski
- Mark Lajal
- Jules Marie
- Nicolás Mejía
- Alejandro Moro Cañas
- Maximilian Neuchrist
- Daniel Rincón
- Abedallah Shelbayh
- João Sousa
- Marco Trungelliti

I seguenti giocatori sono passati dalle qualificazioni:
- Damir Džumhur
- Adrià Soriano Barrera
- Maxime Janvier
- Daniel Cukierman
- Peter Gojowczyk
- Gastão Elias

## Punti e montepremi
| Torneo    | Torneo              | V     | F     | SF    | QF    | 2T    | 1T  | Q | Q2  | Q1  |
| Singolare | Punti               | 75    | 50    | 30    | 16    | 7     | 0   | 4 | 2   | 0   |
| Singolare | Premi in denaro (€) | 9,880 | 5,820 | 3,450 | 2,000 | 1,165 | 720 | – | 360 | 185 |
| Doppio    | Punti               | 75    | 50    | 30    | 16    | –     | 0   | – | –   | –   |
| Doppio    | Premi in denaro (€) | 4,250 | 2,450 | 1,480 | 880   | –     | 500 | – | –   | –   |

## Campioni

### Singolare
Hamad Međedović ha sconfitto in finale  Harold Mayot con il punteggio di 6–2, 4–6, 6–2.

### Doppio
Daniel Cukierman /  Joshua Paris hanno sconfitto in finale  Sriram Balaji /  Ramkumar Ramanathan con il punteggio di 6–4, 6–4.